# 東京都シルバーパス
東京都シルバーパス（とうきょうとシルバーパス）は、東京都の支援により東京バス協会が発行する福祉乗車証である。

## 概要
この制度は、2000年（平成12年）の東京都シルバーパス条例（東京都条例第133号）によるものである。前身は東京都シルバーパス交付条例（昭和55年東京都条例第23号）。なお、都営交通の老人無料パスは1973年1月から、他の民間バスも利用可能にしたパスは1974年11月から始められている。
この福祉乗車証は東京都内在住で、満70歳以上であればパスの交付を受けることができる。日本国籍の有無は問わない。有効期間は毎年10月1日から翌年9月30日までである。パス交付の費用は20,510円（一年間有効）であるが、有効期限が半年以内であれば10,255円となる。ただし、市町村民税（特別区民税含む）非課税者の場合は、期間によらず一律1,000円である。なお、東京都交通局の「都営交通無料乗車券」や東京都福祉局の「精神障害者都営交通乗車証」の発行を受けている場合、有効期間中に重複して東京都シルバーパスの発行はできない。
この乗車証を利用することによって、後述する路線バスおよび東京都交通局の各路線（都営交通）を自由に乗り降りでき、交通弱者とされる高齢者の利便を図るものとなっている。ごく一部の例外を除き原則として東京都内での使用に限られているため、以下に示すような他県にまたがる路線バスに乗車する場合は、利用できる区間が東京都内に限られる。
路線バス・都電を利用する際は乗務員にシルバーパスを提示する。運賃前払い式の場合は乗車時に、運賃後払いのときは降車時に提示することとなる。一部バス路線では乗車時に整理券を取らなければならない。
都営地下鉄を利用する際は有人改札通路を利用することとなっていたが、2007年1月よりシルバーパスを自動改札機に投入して利用することも可能となった。日暮里・舎人ライナーも同様に自動改札を利用することになる。ただし、他社の乗車券類との組み合わせての2枚投入や他社の自動精算機には対応してないので有人改札での対応となり、この場合は切符運賃になる。
発行受付は都内の路線バス・都営地下鉄の定期券発売所・バス案内所などで行っている。毎年9月のパスの更新時期には各バス事業者が更新受付限定の臨時窓口を設けることがある。
2018年時点で東京都シルバーパスにかかる都の費用負担は200億円を超え、都議会議員在職中に東京都シルバーパスの廃止を訴えた者もいた。
20,510円のパスは、不要となった際の返還時に1か月あたり2,000円と手数料500円を引いて返金される。ただし、8月以降は返金額なしとなる。

## 使用できる路線・区間
東京地下鉄線は対象外であるが、都営地下鉄三田線との共用区間である南北線の目黒駅・白金台駅・白金高輪駅相互間は乗車できる。また、振替輸送は利用できない。

### 都営交通
- 都営地下鉄
- 都電荒川線
- 都営バス
- 日暮里・舎人ライナー

### バス
- 京浜急行バス
- 東急バス
- 小田急バス
- 京王電鉄バス
- 京王バス
- 関東バス
- 西武バス
- 国際興業
- 東武バスセントラル
- 京成バス
- 京成バス東京
- 東京BRT
- 立川バス
- 西東京バス
- 神奈川中央交通
- 日立自動車交通
- 朝日自動車
- 新日本観光自動車

離島バス
- 三宅村営バス
- 八丈町営バス（乳児は3歳未満まで可）
- 大島旅客自動車（幼児1人のみ無賃可）

- 上記の会社が運行する路線バスであっても、自治体コミュニティバスは一部路線を除き利用できない。かつて運行されていたお台場の都営快速バスや2階建てバスも利用できなかった。

- 深夜バスについては、別途全額運賃が必要な所と深夜分の割増運賃との差額を支払うことで利用できる場合があったが、2021年現在は利用出来ないので別途全額運賃が必要。ただし都バスの深夜バスは割増運賃分の支払で乗車可能。

- 空港連絡バス、高速バス、深夜急行バス、定期観光バスは原則乗車不可。季節・臨時運行のバスについては事業者や路線ごとに乗車可否が異なる。

- 幼児同伴は2名まで無賃扱い。乳児も1歳未満は制限なしで乗れる。ただし離島バスは多少異なる。株主優待・障害者割引との併用はできないが、障害者手帳の提示により介助者の割引は可能。

- 銀河鉄道・マイスカイ交通・フジエクスプレス・kmモビリティサービス・WILLER EXPRESS(IKEBUS)等、上記バス以外の会社は利用できない。これらとの共同運行便も利用可能な会社であっても利用出来ない。

## 都外に跨る路線・系統の扱い

### 都営地下鉄
- 本八幡駅も利用可能。

### 路線バス
- 都外に跨る路線では都内のみでの乗降となる。但し、都バスに関しては他県で利用可能。
- 乗車バス停と降車バス停の両方が都内のバス停であれば、都外の区間も無料で通過できる。（国際興業バスの赤23系統など）
- 都外で乗降する場合、都内からはみ出す区間の運賃が別途必要である。例外として埼玉県新座市、和光市の全線都区内運賃を採用している一部の停留所及び、埼玉県川口市に位置する荒川大橋バス停は都内扱い。逆にひばりヶ丘駅北口発着の西武バス路線は都外扱いなので利用出来ない。
- シルバーパスが利用できない事業者との共同運行便は利用できる事業者のバスであっても利用できないことがある。

## 備考
紛失による再発行は一回限り認められる。ただし、火災、盗難、災害等による場合はこの限りではない。